# Lullin
Lullin település Franciaországban, Haute-Savoie megyében. Lakosainak száma 799 fő (2022. január 1.). Lullin Bellevaux, Draillant, Habère-Poche, Orcier és Vailly községekkel határos.

## Népesség
A település népességének változása:
| Lakosok száma | 842  | 818  | 827  | 799  | 800  | 802  | 804  | 800  | 799  |
|               | 2013 | 2015 | 2016 | 2017 | 2018 | 2019 | 2020 | 2021 | 2022 |